# Marie Perrin
Marie Amélie Perrin (* 6. Februar 1997 in Houston, Vereinigte Staaten) ist eine französisch-amerikanische Chemikerin. Sie forscht im Bereich bioanorganische Chemie und bioinspirierte Chemie an der ETH Zürich. Perrin wurde bekannt durch ihre Arbeiten zu Recycling von Seltenen Erden (Rare earth elements, REE).

## Leben
Perrin wuchs im südfranzösischen Toulouse auf, wo sie auch zur Schule ging. Ihre Mutter arbeitete dort als Chemielehrerin an einer Schule und führte sie zu Hause mit Experimenten an diese Wissenschaft heran. Sie gewann landesweite Schülerwettbewerbe in Chemie und Ingenieurwissenschaften. Nach ihrem Schulabschluss (Baccalauréat) und den zweijährigen mathematisch-naturwissenschaftlichen Vorbereitungsklassen wurde sie 2016 an der École normale supérieure Paris-Saclay angenommen. Nach ihrem Bachelor (2017) erwarb sie 2019 in einem gemeinsamen Studiengang von ENS Paris-Saclay und École polytechnique einen Master in Chemie. Im Rahmen ihrer Masterarbeit wirkte sie an einem Forschungsprojekt des Labors um Christopher C. Cummins am Massachusetts Institute of Technology mit.
Seit 2019 ist sie an der ETH Zürich, an der sie 2024 mit einer Arbeit über Bioinspirierte heteropolymetallische Sulfido-Komplexe der Seltenen Erden  promoviert wurde. Seither ist sie dort als Postdoktorandin in der von Victor Mougel geleiteten Forschungsgruppe (Bioinspirierte Moleküle und Materialien) am Departement Chemie und Angewandte Biowissenschaften tätig. Bei ihrer Forschung konzentriert sie sich auf Seltene Erden für Elektrokatalyse- und Recyclinganwendungen. Nach ihrem Verständnis ist Chemie eine „zentrale Wissenschaft“, die helfen kann, die „Herausforderungen unserer Zeit“ zu lösen. In ihrer Offenheit für die „globale Wissenschaftsgemeinschaft“ unterstützt sie auch Lobbyarbeit: 2022–2023 war sie Präsidentin der „jungen Schweizerischen Chemischen Gesellschaft“. Aktuell ist sie Schweizer Delegierte im European Young Chemists’ Network, wo sie sich unter anderem beim Aufbau eines Mentoring-Programms hervorgetan hat.

## Forschungsleistung
Ihre Leistung besteht vor allem in der Entwicklung eines Verfahrens, das die Rückgewinnung von zunächst Europium aus Leuchtstoffröhren und Energiesparlampen ermöglicht. „Diese Innovation basiert auf einer von der Natur inspirierten Methode, bei der kleine Moleküle auf Schwefelbasis verwendet werden, um Europium selektiv aus Elektroschrott wie beispielsweise gebrauchten Leuchtstoffröhren zurückzugewinnen.“ Entscheidend ist dabei ein kleines Molekül, das natürlich in Enzymen als Bindungsstelle für Metalle dient, um bestimmte REE-Metalle voneinander zu trennen. Unter der Leitung ihres Doktorvaters Victor Mougel (* 1985) wurde ein Verfahren bis zur Patentreife entwickelt, das Europium mit einer Reinheit von über 90 % und einer Rückgewinnungseffizienz von 99 % in einem einzigen Schritt sicherstellt, eine Technik, die einhundert Mal wirksamer ist als die derzeitigen technisch-industriellen Möglichkeiten. Bei einer Recycling-Quote von weltweit weniger als nur 1 % gilt dies als ein „bahnbrechender Ansatz“.
Marie Perrin gehört zu den zehn aus 450 Kandidaten ausgewählten Gewinnern des Young Inventors Prize 2025, eines Innovationspreises des Europäischen Patentamts (EPA). Mit diesem Preis wird ihre herausragende Arbeit zu Nachhaltigkeit, Gesundheit und Industrie gewürdigt. Die Entdeckung stimmt mit den Zielen für nachhaltige Entwicklung der Vereinten Nationen überein, die damit Lösungen in Bereichen wie Elektroschrott, Recycling, Luftfahrt, Künstliche Intelligenz, Nanotechnologie, Kohlenstoffabscheidung, Ernährungssicherheit und Umweltschutz verfolgen. Zusätzlich erhielt sie den World-Builders-Preis des EPA.

## Kommerzielle Verwertung
Zusammen mit Victor Mougel und einer Schulfreundin gründete sie ein Zürcher Start-up, um mithilfe des erworbenen Patents nach Europium die übrigen 16 der 17 REE-Metalle gewinnen zu können. Ihre Neugierde war groß und sie bewertete es als zu riskant, dass ihre Idee, die zu dem Patent geführt hatte, bei einer Firma in der freien Wirtschaft „in einer Schublade verstaub[e]“. Und: „Unser Timing ist gut“, meinte die Französin, da die Europäische Union 2024 ein Gesetz verabschiedet habe, kritische Rohstoffe zurückzugewinnen.

## Werke
- Recovery of europium from E-waste using redox active tetrathiotungstate ligands. Nature Communications Band 15, Article number 4577, 2024. DOI:10.1038/s41467-024-48733-z
- Publikationen von Marie Perrin bei Google Scholar